# Captive (saga)
Pour les articles homonymes, voir Captive.
 (juillet 2023).
Captive est une série de romans, de genre dark romance, composée de trois tomes écrits par la romancière algérienne Sarah Rivens.

## Genèse
Le premier roman est publié en 2020 sur la plateforme d'écriture Wattpad (sa section francophone) sous le pseudonyme "theblurredgirl",. Ce tome, dont la publication sur cette plateforme coïncide avec la pandémie de Covid-19, atteint un lectorat de sept millions de personnes. Les réseaux sociaux contribuent à ce succès, notamment TikTok, où ce titre est plusieurs fois recommandé dans le cadre du BookTok (ensemble des conseils de lectures sur ce réseau social). 
La maison d'édition française HLab (qui appartient à Hachette Livre) remarque ce succès et édite la saga dont le premier tome paraît en aout 2022, dans la collection BRM (spécialiste de romance et éditant majoritairement des auteures). Le tirage est de 10 000 exemplaires (double du tirage moyen pour un roman en France) et une rupture de stock intervient en raison du succès commercial. 
L'intrigue est située aux États-Unis. Cette saga retrace l'histoire d'Ella Collins, une femme de vingt-deux ans ayant vécu des expériences de violences sexistes et sexuelles traumatisantes (depuis ses seize ans), livrée comme "captive" à un chef de mafia âgé de vingt-cinq ans (Asher Scott) : subissant des tortures de la part de cet homme, elle vit avec lui une histoire qui correspond à une "trope" commune en fiction, "enemies to lovers" : une romance entre deux personnes initialement ennemies  . "De la haine à l'amour, il n'y a qu'un pas", est une phrase écrite sur la couverture du premier tome tel qu'édité par HLab, et extraite du texte de la romancière. Les personnages Ella et Asher ont des enfants.

## Résumé

### Captive 1
Ella Collins est captive contre son gré depuis son adolescence, dans un systèmes de "possesseurs". John, possesseur d'Ella, la viole, mais elle en change. Son nouveau possesseur est Asher Scott qui lui fait subir des tortures (contact avec des serpents, par exemple).

### Perfectly Wrong - Captive 1.5
Ce tome parait en 2022 et compte des personnages du diptyque de la même auteure Lakestone, Isabella et Ben. 

### Captive 2
Ce tome paraît en 2023. Une césure narrative d'un an (à Manhattan pour Ella) retrace les retrouvailles des personnages, alors qu'Asher persiste dans son violent comportement. 

### Captive 2.5: Bonus
Il s'agit d'un recueil de trois nouvelles, l'une mettant en scène un voyage en Australie. 

## Accueil commercial
La série est traduite en neuf langues et a rencontré un grand succès commercial, avec une forte croissance des ventes.
La trilogie Captive a connu un grand succès avec plus de 350 000 exemplaires vendus en version papier et 50 000 exemplaires en version numérique. Plus de 500 000 exemplaires ont été imprimés et sont disponibles en magasin. Les ventes continuent de manière régulière avec plus de 5 000 exemplaires vendus chaque semaine.
En janvier 2023, le deuxième tome de Captive est le livre le plus vendu de France. 

## Réception critique
Le deuxième tome de Captive remporte le Prix Babelio en 2023 dans la catégorie romance, ce prix étant issu d'un vote de la communauté de lecteurs, internautes sur Babelio.  
La sous-catégorie de roman d'amour "dark romance", dont la saga "Captive" représente un succès auprès du lectorat, fait l'objet de controverses, sur le plan de l'âge du public, et du genre : souvent des adolescentes, et de la trame narrative. La chercheuse Magali Bigey, docteure en Sciences du Langage, rapporte que l'intrigue aboutit à une fin heureuse en dépit de tortures psychologiques, physiques ou sexuelles selon les codes du genre. Le genre entier (incarné par la saga Captive et son succès) suscite des critiques sur le plan de l'image des femmes entre les mains de jeunes lectrices, de façon paradoxale à l'heure d'une société féministe. Mabrouck Rachedi décrit ces romans comme narrativement efficaces, et compare les ficelles narratives, les rebondissements, aux techniques scénaristiques de séries. Il écrit que ce texte bouscule les codes, et qu'une lecture optimiste pourrait évoquer la dialectique du maître et de l'esclave qui apparaît chez Hegel. Dans une autre critique  il évoque de façon dépréciative un style littéraire pauvre et stéréotypé (avec certaines formules récurrentes) et la représentation qualifiée de toxique du couple. Dans Le Monde , Guillemette Faure souligne la contradiction entre la dénonciation d'un certain "wokisme", utilisée pour décrire le paysage culturel, et les palmarès de vente : dans la dark romance, les femmes "humiliées et violentées" se montrent attirées par leur bourreau, qu'un passé difficile excuse. 
Un professeur documentaliste s'intéresse à la réception de ce livre. Il évoque la Culture du viol et le syndrôme de Stockhom où la protagoniste est réifiée par son oppresseur (qui la violente, met sa main sur une plaque chauffante et l'appelle "captive"). Il en critique un manque de crédibilité psychologique (l'amour que ressent Ella pour Asher qui semble pourtant un oppresseur de plus est inexpliqué) et du sexisme notamment dans les stéréotypes. En tant qu'enseignant, il recommande d'engager le dialogue avec les lectrices, en évitant l'approbation excessive, ainsi que le jugement moral. Il y décèle une occasion de réfléchir à la question des modèles fournis par la fiction.  